# Río Amgun
El río Amgun (en ruso: Амгу́нь; en tungús, Амӈун) es un largo río asiático que discurre por el noreste de la Siberia rusa, un afluente por la izquierda del río Amur.  Tiene una longitud de 723 km y drena una cuenca de 55 500 km² (similar a países como Togo o Croacia), en la que hay más de 2500 lagos (con una superficie total de solo 647 km²).
Administrativamente, discurre íntegramente por el Krai de Jabárovsk de la Federación de Rusia.

## Geografía
El río Amgun nace por la confluencia de los ríos Ayaka y Suduk, en la vertiente noreste de las montañas de Bureja. Discurre en dirección noreste a lo largo de todo su curso, salvo en el tramo final, cerca de la desembocadura, en que se vuelve hacia el este. El río no atraviesa ninguna ciudad relevante a lo largo de su curso, dada la bajísima densidad de población de las regiones que atraviesa, muy poco poblada a causa de la dureza del clima, cubierto por la taiga y, en algunos tramos del curso medio y bajo, por amplias zonas pantanosas y el permafrost. En el curso alto, el río tiene las características de un curso de montaña. En el curso medio, es el típico río de llanura, con un cauce muy inestable, con muchos cambios anuales y mendros muy variables y varios brazos e islas.
Su principal afluente, por la izquierda, es el río Nimelen (con 311 km de longitud y una cuenca de 14 100 km²).
El Amgun está congelado, generalmente, de octubre a finales de mayo. Tiene el típico régimen de escasez en invierno y primavera, seguido por  fuertes inundaciones entre junio y septiembre, resultado de la influencia de los monzones en el clima de la cuenca. El río Amgun es navegable en el curso medio e inferior en un tramo de 330 km. 
La actividad económica más importante a lo largo de sus riberas es la pesca, ya que en sus aguas hay muchas especies de peces, siendo frecuentes el salmón siberiano (Hucho taimen), el salmón rosa o jorobado (Oncorhynchus gorbuscha), el salmón keta (Oncorhynchus keta), la carpa y el esturión.

## Historia
El ferrocarril Baikal Amur entra en el valle del río Amgun por el túnel Dusse-Alin (2 km) y sigue el río durante un tramo de 180 km hasta el noreste de Berezovyy donde se encamina hacia el sureste, hacia Komsomolsk.